# 横山良一
横山 良一（よこやま りょういち、1950年-　）は、日本の写真家。
東京都出身。20歳のころより、米国、インド、ネパール、アフガニスタンなど世界各国を巡り、各地に長期滞在。1976年よりケニア・ナイロビにて撮影コーディネート会社を経営した後、1980年に写真家として活動を開始する。1983年太陽賞受賞（第20回）。その後も、四国遍路や山頭火の旅など国内も旅しながら、「ポップドキュメンタリー」をコンセプトに作品を発表し続けている。

## 著書
- 『アフリカンレインボー』リブロポート 1989
- 村松友視『黄昏のムービー・パレス』平凡社 1989
- 『メコン』石井米雄共著 めこん 1995
- 『バリパラ』情報センター出版局 1996
- 『Bali hai バリ島写真集』七賢出版 1998
- 金子光晴『アジア旅人』写真・キャプション 情報センター出版局 1998
- 『「お四国さん」の快楽 :It’s a beautiful day』講談社 2002
- 「四国遍路」写真・文　角川書店　2002

1、(阿波・徳島編)発心
2、(土佐・高知編)修行
3、(伊予愛媛編)菩提
4、4(讃岐香川編)涅槃
- 『山頭火と四国遍路』文・写真 平凡社 コロナ・ブックス 2003
- 『必携!四国お遍路バイブル』集英社新書 2006
- 『金子光晴の旅 かへらないことが最善だよ。』コロナ・ブックス 2011
- 『四国八十八カ所めぐり 同行二人。大師が開いた祈りの道へ』高田京子文 JTBパブリッシング 楽学ブックス 古寺巡礼 2016